# Воровского (Брянская область)
Воро́вского — посёлок в Клинцовском районе Брянской области, входит в состав Коржовоголубовского сельского поселения.

## География
Посёлок находится в западной части Брянской области, на расстоянии приблизительно 12 км (по прямой) к северо-востоку от города Клинцы, административного центра района.

### Часовой пояс
Посёлок Воровского, как и вся Брянская область, находится в часовой зоне МСК (московское время). Смещение применяемого времени относительно UTC составляет +3:00.

## История
На карте 1941 года показан как поселение с 25 дворами.

## Население
| 2010 | 2013 |
| ---- | ---- |
| 17   | ↘15  |

## Улицы
В посёлке имеется одна улица — Воровского.